# Lithocarpus brevicaudatus
Lithocarpus brevicaudatus là một loài thực vật có hoa trong họ Cử. Loài này được (Skan) Hayata mô tả khoa học đầu tiên năm 1917.